# 林琢真
林 琢真（はやし たくま、2000年8月24日 - ）は、愛知県愛知郡東郷町出身のプロ野球選手（内野手）。右投左打。横浜DeNAベイスターズ所属。

## 経歴

### プロ入り前
東郷町立高嶺小学校1年生の時に硬式野球のクラブチームである高嶺ジャガーズで野球を始め、4年時から名古屋東ボーイズに所属し、投手兼内野手としてプレー。東郷町立東郷中学校では愛知瀬戸ボーイズでプレーした。
東邦高等学校に進学し、2年時から二塁手のレギュラーに定着。3年春の第90回記念選抜高等学校野球大会に出場したが、初戦（2回戦）で花巻東に敗れた。同年夏の西愛知県大会では6試合で打率.429、6盗塁を記録するが、決勝で愛工大名電に敗れた。2学年上に藤嶋健人、1学年下に石川昂弥がいた。
卒業後は駒澤大学に進学し、1年時から二塁手のレギュラーに定着。4年時にはハーレムベースボールウィークの日本代表に選出され、チームトップの打率.368を記録した。大学時代は打撃で結果が残せないシーズンもあったが、通算67試合で27盗塁と俊足巧打と堅い守備を武器とした。

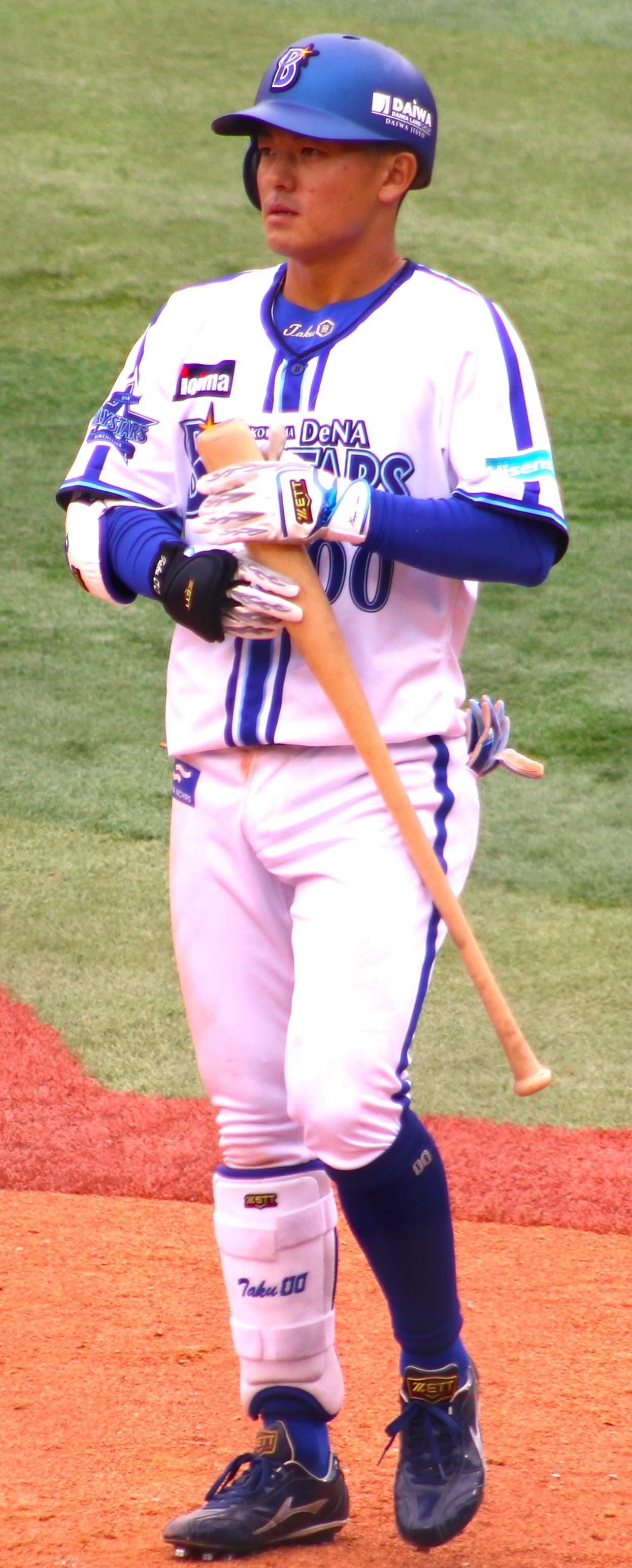
2023年3月5日 横浜スタジアムにて

2022年9月27日にプロ志望届を提出。その後10月20日に行われたドラフト会議にて、横浜DeNAベイスターズから3位指名を受けた。11月20日、契約金5500万円、年俸910万円という条件で入団した。背番号は00。

### DeNA時代
2023年は、オープン戦で打率.296と好成績を残し開幕一軍を掴み取る。開幕戦となった3月31日の阪神タイガース戦（京セラドーム）では「2番・三塁手」として先発出場を果たす。その後は「2番・遊撃手」として出場を続け、4月9日の中日ドラゴンズ戦（横浜スタジアム）で、無死一・三塁の場面で鈴木博志から犠飛を決めプロ初打点を記録した。4月12日の東京ヤクルトスワローズ戦（神宮球場）で、サイスニードからプロ初安打を打ち、そのままプロ初盗塁も決めた。その後も一軍出場を続けていたが、6月14日、打撃練習中に自打球で痛めた右足の母趾骨折と診断され、出場選手登録を抹消された。リハビリと二軍調整を経て8月8日に再び一軍に昇格すると、8月10日の中日戦（横浜）では仲地礼亜からのプロ初適時打でチームの勝利に貢献し、初めてお立ち台に上がった。そこから三塁手・遊撃手として先発出場を増やし、広島東洋カープとのクライマックスシリーズファーストステージでは「1番・遊撃手」でフル出場を果たした。1年目は65試合に出場し、打率.206、11打点、7盗塁という成績を残した。11月22日、540万円増となる推定年俸1450万円で契約を更改した。
2024年も、開幕一軍を迎えるが、主に二遊間のバックアップと代走としての起用が続く。牧秀悟の離脱に伴い、5月21日のヤクルト戦（神宮球場）で「8番・二塁手」として1か月半ぶりに先発出場すると、2回に先制の適時三塁打を放つなど存在感を見せるが、レギュラー争いには食い込めず、7月6日に出場選手登録登録を抹消され二軍調整となった。抹消された森敬斗に代わって8月2日に再び一軍登録されてからは遊撃手として17試合に先発出場していたが、9月5日の試合前の練習中に負傷し右手第1末節骨不全骨折と診断され、翌6日に出場選手登録を抹消された。17日には二軍戦で実戦復帰し、21日には一軍に復帰したが、離脱の間に森が遊撃手のポジションを再び奪取しており、林は再び控えに回った。クライマックスシリーズ及び日本シリーズでは代走と二塁手として守備固めを務めた。
2025年シーズン開始前のオフには自主トレーニングで徹底的に追い込み、体重を80kg台に増大させた。右肩の違和感のため、春季キャンプから二軍で調整を続けていたが、オープン戦で好調な打撃を見せるなどし、開幕に間に合わせた。4月中旬から遊撃手として先発出場する時期もあったが、多くは途中出場という起用法であった。5月9日の対広島戦（横浜スタジアム）に代走で途中出場すると、10回表の三塁守備でファウルフライを三塁側カメラマン席へ頭から突っ込みながら捕球する好守を見せ、その裏の攻撃で自身初のサヨナラ打となる左中間への適時二塁打を放ち、攻守で勝利に貢献した。このサヨナラ打で5月度の月間サヨナラ賞を受賞した。この活躍の翌日から遊撃手としての先発出場が続いていたが、18日の試合で林の打席終了直後、守備に就く前に途中交代、20日に下半身のコンディション不良のため登録を抹消された。6月4日に二軍で実戦復帰するも痛みが再発し、5日の試合出場からまた実戦から離れる。24日に本格的に実践練習を再開し、7月1日に二軍で再度実戦に復帰。二軍での復帰戦から2試合連続で本塁打を打ち、8日に一軍に復帰した。

## 選手としての特徴・人物
50メートル5秒7の俊足を武器とし、一塁到達タイムは4秒を切る。打撃では粘り強さを見せる。
堅実な守備力に定評があり、大学時代までは二塁手専門だったが、プロ入り後はチーム事情に合わせて遊撃手や三塁手としてもプレーしている。林自身、「僕は守備と盗塁が売りの選手」と発言している。
愛称は「リンちゃん」。
目標とする選手は石井琢朗。
2025年1月、結婚。

## 詳細情報

### 年度別打撃成績
| 年 度     | 球 団     | 試 合 | 打 席 | 打 数 | 得 点 | 安 打 | 二 塁 打 | 三 塁 打 | 本 塁 打 | 塁 打 | 打 点 | 盗 塁 | 盗 塁 死 | 犠 打 | 犠 飛 | 四 球 | 敬 遠 | 死 球 | 三 振 | 併 殺 打 | 打 率 | 出 塁 率 | 長 打 率 | O P S |
| --------- | --------- | ----- | ----- | ----- | ----- | ----- | -------- | -------- | -------- | ----- | ----- | ----- | -------- | ----- | ----- | ----- | ----- | ----- | ----- | -------- | ----- | -------- | -------- | ----- |
| 2023      | DeNA      | 65    | 154   | 141   | 12    | 29    | 5        | 0        | 0        | 34    | 11    | 7     | 3        | 5     | 2     | 6     | 0     | 0     | 29    | 2        | .206  | .235     | .241     | .476  |
| 2024      | DeNA      | 63    | 114   | 102   | 11    | 17    | 5        | 1        | 0        | 24    | 7     | 6     | 3        | 2     | 1     | 8     | 2     | 1     | 24    | 2        | .167  | .232     | .235     | .467  |
| 通算：2年 | 通算：2年 | 128   | 268   | 243   | 23    | 46    | 10       | 1        | 0        | 58    | 18    | 13    | 6        | 7     | 3     | 14    | 2     | 1     | 53    | 4        | .189  | .234     | .239     | .472  |

- 2024年度シーズン終了時

### 年度別守備成績
| 年 度 | 球 団 | 二塁  | 二塁  | 二塁  | 二塁  | 二塁  | 二塁     | 三塁  | 三塁  | 三塁  | 三塁  | 三塁  | 三塁     | 遊撃  | 遊撃  | 遊撃  | 遊撃  | 遊撃  | 遊撃     |
| 年 度 | 球 団 | 試 合 | 刺 殺 | 補 殺 | 失 策 | 併 殺 | 守 備 率 | 試 合 | 刺 殺 | 補 殺 | 失 策 | 併 殺 | 守 備 率 | 試 合 | 刺 殺 | 補 殺 | 失 策 | 併 殺 | 守 備 率 |
| ----- | ----- | ----- | ----- | ----- | ----- | ----- | -------- | ----- | ----- | ----- | ----- | ----- | -------- | ----- | ----- | ----- | ----- | ----- | -------- |
| 2023  | DeNA  | 8     | 3     | 3     | 0     | 0     | 1.000    | 19    | 15    | 24    | 5     | 3     | .886     | 25    | 26    | 50    | 2     | 9     | .974     |
| 2024  | DeNA  | 22    | 24    | 23    | 0     | 8     | 1.000    | 2     | 0     | 0     | 0     | 0     | ----     | 34    | 42    | 65    | 3     | 18    | .973     |
| 通算  | 通算  | 30    | 27    | 26    | 0     | 8     | 1.000    | 21    | 15    | 24    | 5     | 3     | .886     | 59    | 70    | 115   | 5     | 27    | .974     |

- 2024年度シーズン終了時

### 表彰
- 月間サヨナラ賞：1回（2025年5月[47]）

### 記録
初記録
- 初出場・初先発出場：2023年3月31日、対阪神タイガース1回戦（京セラドーム大阪）、「2番・三塁手」で先発出場[48]
- 初打席：同上、1回表に青柳晃洋から二ゴロ
- 初打点：2023年4月9日、対中日ドラゴンズ2回戦（横浜スタジアム）、6回裏に鈴木博志から左犠飛[49]
- 初安打：2023年4月11日、対東京ヤクルトスワローズ1回戦（明治神宮野球場）、3回表にサイスニードから左前安打[50]
- 初盗塁：同上、3回表に二盗（投手：サイスニード、捕手：中村悠平）[50]
- 初本塁打：2025年8月13日、対東京ヤクルトスワローズ18回戦（明治神宮野球場）、9回表に阪口皓亮から右越2ラン[51]

### 背番号
- 00（2023年 - ）

### 代表歴
- 2022 ハーレムベースボールウィーク 日本代表